# Ален Шеррі
Ален Шеррі (алб. Alen Sherri, нар. 15 грудня 1997, Шкодер) — албанський футболіст, воротар італійського клубу «Кальярі».
Виступав, зокрема, за клуб «Влазнія», а також національну збірну Албанії.
Чемпіон Албанії. Дворазовий володар Кубка Албанії.

## Клубна кар'єра
Народився 15 грудня 1997 року в місті Шкодер. Вихованець футбольної школи клубу «Влазнія». Дорослу футбольну кар'єру розпочав 2015 року в основній команді того ж клубу, в якій провів п'ять сезонів, взявши участь у 84 матчах чемпіонату. Відзначався досить високою надійністю, пропускаючи в іграх чемпіонату в середньому менше одного гола за матч.
Згодом з 2020 по 2024 рік грав у складі команд «Лачі» та «Егнатія».
До складу клубу «Кальярі» приєднався 2024 року. 

## Виступи за збірні
Протягом 2015–2018 років залучався до складу молодіжної збірної Албанії. На молодіжному рівні зіграв у 2 офіційних матчах, пропустив 5 голів.
У 2022 році дебютував в офіційних матчах у складі національної збірної Албанії.

## Статистика виступів

### Статистика клубних виступів
| Сезон               | Команда             | Чемпіонат           | Чемпіонат | Чемпіонат | Національний кубок | Національний кубок | Національний кубок | Континентальні кубки | Континентальні кубки | Континентальні кубки | Інші змагання | Інші змагання | Інші змагання | Усього | Усього |
| Сезон               | Команда             | Ліга                | Ігор      | Голів     | Ліга               | Ігор               | Голів              | Ліга                 | Ігор                 | Голів                | Ліга          | Ігор          | Голів         | Ігор   | Голів  |
| ------------------- | ------------------- | ------------------- | --------- | --------- | ------------------ | ------------------ | ------------------ | -------------------- | -------------------- | -------------------- | ------------- | ------------- | ------------- | ------ | ------ |
| січ.-черв. 2015     | «Влазнія»           | ЧА                  | 7         | -10       | КА                 | 0                  | 0                  | -                    | -                    | -                    | -             | -             | -             | 7      | -10    |
| 2015–16             | «Влазнія»           | ЧА                  | 3         | -7        | КА                 | 2                  | -1                 | -                    | -                    | -                    | -             | -             | -             | 5      | -8     |
| 2016–17             | «Влазнія»           | ЧА                  | 0         | 0         | КА                 | 0                  | 0                  | -                    | -                    | -                    | -             | -             | -             | 0      | 0      |
| \|2017–18           | «Влазнія»           | ЧА                  | 26        | -31       | КА                 | 3                  | -2                 | -                    | -                    | -                    | -             | -             | -             | 29     | -33    |
| 2018–19             | «Влазнія»           | А2                  | 21        | -8        | КА                 | 0                  | 0                  | -                    | -                    | -                    | -             | -             | -             | 21     | -8     |
| 2019–20             | «Влазнія»           | ЧА                  | 27        | -26       | КА                 | 2                  | -3                 | -                    | -                    | -                    | -             | -             | -             | 29     | -29    |
| Усього за «Влазнія» | Усього за «Влазнія» | Усього за «Влазнія» | 84        | -82       |                    | 7                  | -6                 |                      | -                    | -                    |               | -             | -             | 91     | -88    |
| 2020–21             | «Лачі»              | ЧА                  | 35        | -24       | КА                 | 4                  | -2                 | ЛЄ                   | 2                    | -2                   | -             | -             | -             | 41     | -28    |
| 2021–22             | «Лачі»              | ЧА                  | 3         | -8        | КА                 | 3                  | -2                 | ЛК                   | 6                    | -6                   | -             | -             | -             | 12     | -16    |
| Усього за «Лачі»    | Усього за «Лачі»    | Усього за «Лачі»    | 38        | -32       |                    | 7                  | -4                 |                      | 8                    | -8                   |               | -             | -             | 53     | -44    |
| 2022–23             | «Егнатія»           | ЧА                  | 35        | -31       | КА                 | 5                  | -2                 | -                    | -                    | -                    | -             | -             | -             | 40     | -33    |
| 2023–24             | «Егнатія»           | ЧА                  | 34+2      | -36 + 0   | КА                 | 6                  | -2                 | ЛК                   | 2                    | -5                   | СкА           | 1             | -1            | 45     | -44    |
| лип. 2024           | «Егнатія»           | ЧА                  | 0         | 0         | КА                 | 0                  | 0                  | ЛЧ+ЛК                | 2+0                  | -2                   | СкА           | 0             | 0             | 2      | -2     |
| Усього за «Егнатія» | Усього за «Егнатія» | Усього за «Егнатія» | 69+2      | -67 + 0   |                    | 11                 | -4                 |                      | 4                    | -7                   |               | 1             | -1            | 87     | -79    |
| 2024–25             | «Кальярі»           | A                   | 0         | 0         | КІ                 | 0                  | 0                  | -                    | -                    | -                    | -             | -             | -             | 0      | 0      |
| Усього за кар'єру   | Усього за кар'єру   | Усього за кар'єру   | 191+2     | -181 + 0  |                    | 25                 | -14                |                      | 12                   | -15                  |               | 1             | -1            | 231    | -211   |

### Статистика виступів за збірну
| Дата      | Місто    | Господарі | Результат | Гості   | Турнір           | Голи | Примітки |
| --------- | -------- | --------- | --------- | ------- | ---------------- | ---- | -------- |
| 9-11-2022 | Марбелья | Катар     | 1 – 0     | Албанія | товариський матч | -    | 46'      |
| Усього    |          | Матчів    | 1         |         | Голів            | 0    |          |

| Дата      | Місто               | Господарі | Результат | Гості      | Турнір                             | Голи | Примітки |
| --------- | ------------------- | --------- | --------- | ---------- | ---------------------------------- | ---- | -------- |
| 16-6-2015 | Соллентуна (комуна) | Швеція    | 4 – 1     | Албанія    | Товариський матч                   | -2   | 55'      |
| 23-3-2018 | Тирана              | Албанія   | 2 – 3     | Словаччина | Кваліфікація молодіжного Євро-2019 | -3   | 68'      |
| Усього    |                     | Матчів    | 2         |            | Голів                              | -5   |          |

## Титули і досягнення
- Чемпіон Албанії (1):

«Егнатія»: 2023-2024
- Володар Кубка Албанії (2):

«Егнатія»: 2022-2023, 2023-2024